# Comté de Gillespie
Le comté de Gillespie, en anglais : Gillespie County, est un comté de l'État du Texas aux États-Unis. Nommé en l'honneur de Robert Addison Gillespie (en), un soldat durant la guerre américano-mexicaine, il est situé dans le centre de l'État, dans le Texas Hill Country. Fondé le 23 février 1848, son siège de comté est la ville de Fredericksburg. Selon le recensement des États-Unis de 2020, sa population est de 26 725 habitants. Le comté a une superficie de 2 749 km2, dont la presque totalité en surfaces terrestres.

## Comtés voisins
| Comté de Mason  |                    | Comté de Llano  |
| Comté de Kimble | comté de Gillespie | Comté de Blanco |
| Comté de Kerr   | Comté de Kendall   |                 |

## Démographie
Lors du recensement de 2010, le comté comptait une population de 24 837 habitants. En 2017, la population est estimée à 26 646 habitants.

Pyramide des âges du comté de Gillespie (2000).